# Florencia Guimaraes García
Florencia Agustina Guimaraes García (née à Buenos Aires le 9 juillet 1980) est une photographe, activiste et fonctionnaire argentine. 
Elle est l'une des promotrices de la Marche des fiertés de La Matanza en 2016.

## Biographie
Florencia Guimaraes García est née le 9 juillet 1980 à Buenos Aires, en Argentine, dans le quartier de La Boca, d'une jeune mère ; elle est élevée par sa grand-mère, avec sa mère et son frère. Elle grandit à La Matanza, où elle vit une enfance hostile en raison de son identité sexuelle et travaille comme prostituée jusqu'à l'âge adulte,, période durant laquelle elle signale des arrestations et des abus répétés de la part des forces de police.
Elle commence sa formation d'adulte[Laquelle ?] tout en suivant une formation de maquilleuse professionnelle et de photographe, jusqu'à ce qu'elle parvienne à abandonner la prostitution.
Le 4 mars 2016, elle épouse un vétéran de la guerre des Malouines.

### Fonctions
Elle fait partie de l'organisation Furia Trava, est présidente ad honorem du centre de jour La casa de Lohana et Diana, conseillère du Conseil de la magistrature de la Ville de Buenos Aires, responsable du Programme d'accès aux droits de la population travestie et trans dans la Maison de la Justice de la Femme de la ville de Buenos Aires, et ex-directrice de Diversité Sexuelle du Secrétariat de Femmes, section Politiques de genres et diversité sexuelle au sein du partido de La Matanza,,,,.

## Militantisme
Florencia est une militante trans/travestie, abolitionniste et transféministe. À travers sa profession de photographe, elle a dépeint la vie de la communauté travestie/trans. Elle a également mené une lutte pour la réglementation de la loi Diana Sacayan, le quota de travail pour les personnes travesties/trans et la loi de réparation historique pour les personnes travesties/trans de plus de 40 ans qui ont subi des violences institutionnelles en raison de leur identité de genre.
Elle est l'une des promotrices du terme « travesticide social » (travesticidio social) pour nommer les mauvais traitements subis par la communauté travestie/trans, et la principale promotrice de la Marche contre les travesticides.
Elle revendique l'identité travestie et milite pour l'abolition de la prostitution.
Elle a également enseigné des cours sur la diversité et contre la violence contre les personnes LGBTQI+, avec María Rachid et Diana Maffía au Centre de formation judiciaire de la ville autonome de Buenos Aires.